# Championnats du monde de vol à ski 2012
Navigation
Planica 2010 Harrachov 2014
La 22e édition des championnats du monde de vol à ski s'est déroulée du 23 février 2012 au 26 février 2012 à Vikersund en Norvège qui organise pour la quatrième fois la compétition. En raison des conditions climatiques les 1er et 2e sauts de la compétition individuelle sont annulés. Le champion du monde est le slovène Robert Kranjec, tandis que l'Autriche remporte le concours par équipes.

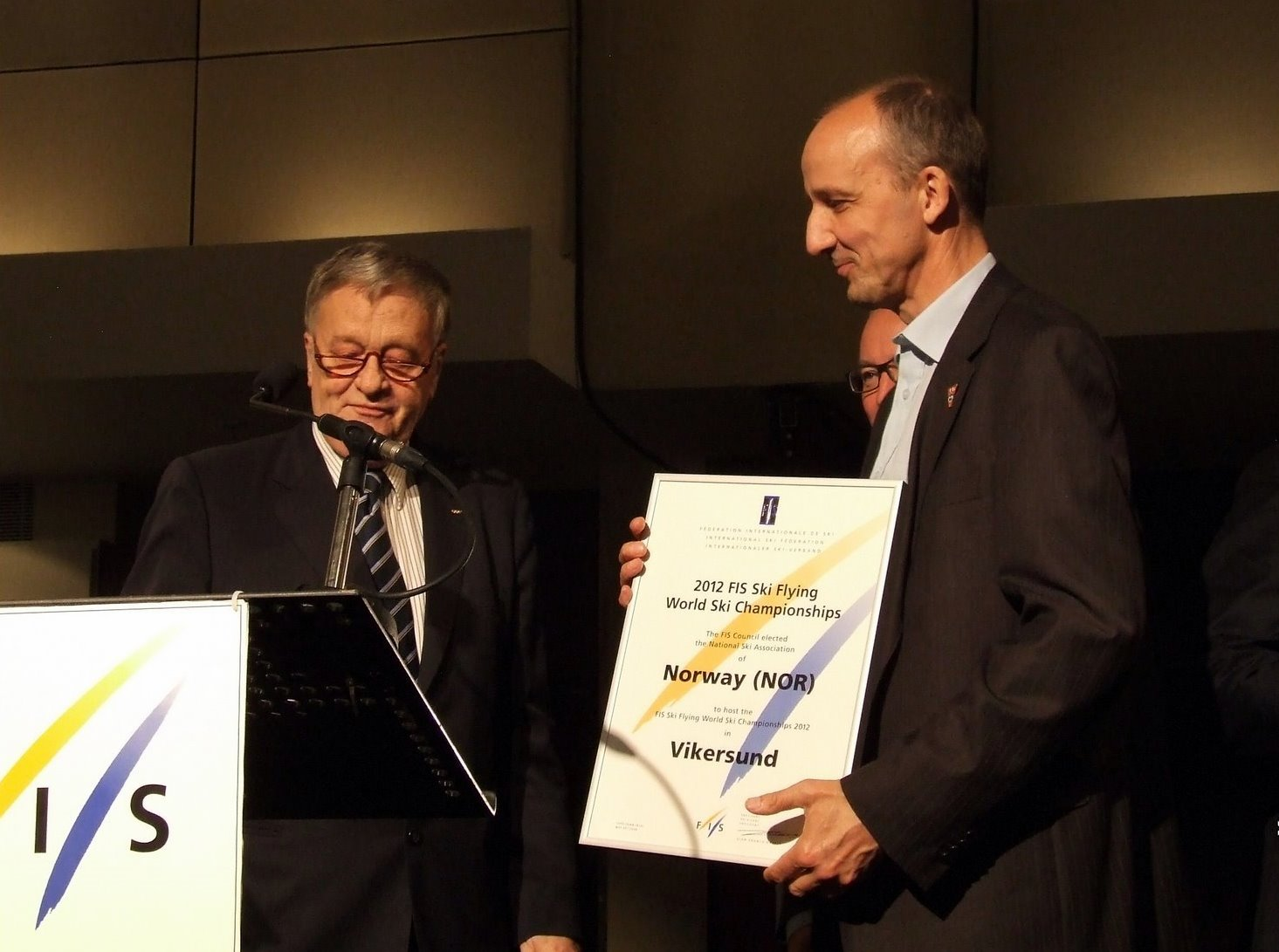
Congrès de la FIS en 2008 où Vikersund est choisie pour accueillir ces championnats

## Préparation de l'événement
En 2010, le Vikersundbakken a été reconstruit. Les travaux qui ont débuté après la Coupe du monde de saut à ski 2008-2009, vont étendre le tremplin à HS 225, ce qui fera de lui le plus grand tremplin du monde. Le coût prévu pour les rénovations est de 80 millions de couronnes (soit 10 millions d'euros). Ce total comprend la nouvelle tour pour les juges, un télésiège, une aire d'accueil des spectateurs.
La première compétition de vol à ski sur le Vikersundbakken a lieu en 1996, le tremplin a été ensuite rénové à plusieurs occasions, plus récemment pour les Championnats du monde de vol à ski en 2000, amenant le tremplin au point K 185. Selon les prévisions, le tremplin serait prêt pour la Coupe du monde en 2011.

## Programme
| Jour     | Date  | événement                         | Saut le plus long (en mètres) |
| -------- | ----- | --------------------------------- | ----------------------------- |
| Mercredi | 22/02 | Sauts de test                     |                               |
| Jeudi    | 23/02 | Qualification                     | 237.0 - Martin Koch           |
| Vendredi | 24/02 | Individuel, premier jour (annulé) | 230.5 - Jurij Tepeš           |
| Samedi   | 25/02 | Individuel, deuxième jour         | 244.5 - Anders Fannemel       |
| Dimanche | 26/02 | épreuve par équipes               | 243.0 - Rune Velta            |

## Résultats

### Individuel

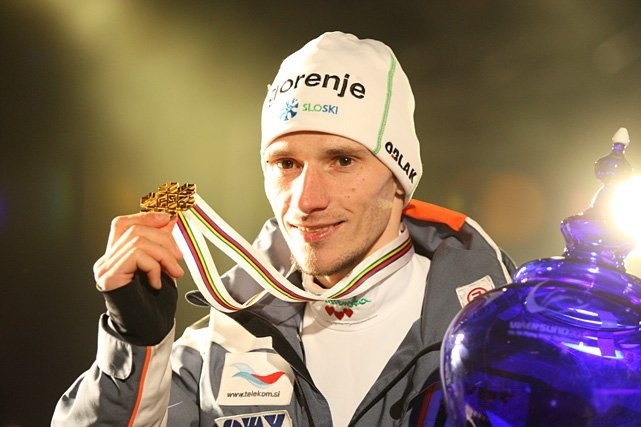
Le champion du monde de vol à ski 2012, Robert Kranjec

Les deux premières manches ont été annulées pour cause de vent trop fort. Les résultats officiels prennent en compte les manches 3 et 4.
| Position                  | Brassard | Nom                      | Distance (mètres) | Distance (mètres) | Distance (mètres) | Distance (mètres) | Score total |
| Position                  | Brassard | Nom                      | 1er jour          | 1er jour          | Jour 2            | Jour 2            | Score total |
| Position                  | Brassard | Nom                      | 1er tour          | 2e tour           | 3e saut           | 4e saut           | Score total |
| ------------------------- | -------- | ------------------------ | ----------------- | ----------------- | ----------------- | ----------------- | ----------- |
| Médaille d'or, monde      | 39       | Robert Kranjec           |                   |                   | 217.5             | 244.5             | 408.7       |
| Médaille d'argent, monde  | 30       | Rune Velta               |                   |                   | 217.5             | 234.5             | 405.7       |
| Médaille de bronze, monde | 36       | Martin Koch              |                   |                   | 218.0             | 243.0             | 386.2       |
| 4                         | 32       | Severin Freund           |                   |                   | 210.5             | 208.5             | 372.6       |
| 5                         | 40       | Daiki Ito                |                   |                   | 206.0             | 219.0             | 365.2       |
| 6                         | 27       | Andreas Kofler           |                   |                   | 228.0             | 216.0             | 364.2       |
| 7                         | 38       | Anders Bardal            |                   |                   | 212.0             | 203.5             | 360.3       |
| 8                         | 37       | Thomas Morgenstern       |                   |                   | 199.5             | 212.5             | 360.2       |
| 9                         | 28       | Richard Freitag          |                   |                   | 210.0             | 212.0             | 356.3       |
| 10                        | 35       | Kamil Stoch              |                   |                   | 191.0             | 211.5             | 353.9       |
| 11                        | 33       | Roman Koudelka           |                   |                   | 189.5             | 210.0             | 342.4       |
| 12                        | 17       | Jurij Tepeš              |                   |                   | 235.5             | 198.0             | 342.0       |
| 13                        | 22       | Anders Fannemel          |                   |                   | 244.5             | 179.5             | 329.5       |
| 14                        | 34       | Simon Ammann             |                   |                   | 203.0             | 180.0             | 328.8       |
| 15                        | 23       | Janne Happonen           |                   |                   | 215.0             | 194.5             | 328.2       |
| 16                        | 25       | Lukas Hlava              |                   |                   | 204.0             | 194.5             | 325.0       |
| 17                        | 26       | Andreas Wank             |                   |                   | 189.5             | 197.5             | 320.0       |
| 18                        | 31       | Gregor Schlierenzauer    |                   |                   | 206.5             | 174.5             | 317.5       |
| 19                        | 11       | Andrea Morassi           |                   |                   | 205.5             | 200.5             | 307.2       |
| 20                        | 14       | Vincent Descombes Sevoie |                   |                   | 212.5             | 184.5             | 305.3       |
| 21                        | 15       | Jakub Janda              |                   |                   | 218.0             | 173.5             | 303.7       |
| 22                        | 16       | Denis Kornilov           |                   |                   | 212.5             | 190.5             | 301.6       |
| 23                        | 21       | Maximilian Mechler       |                   |                   | 204.5             | 191.5             | 301.4       |
| 24                        | 12       | Anssi Koivuranta         |                   |                   | 209.0             | 194.5             | 300.7       |
| 25                        | 1        | Yuta Watase              |                   |                   | 216.5             | 177.5             | 299.8       |
| 26                        | 20       | Jure Šinkovec            |                   |                   | 215.0             | 169.5             | 280.5       |
| 26                        | 3        | Matti Hautamäki          |                   |                   | 212.5             | 166.0             | 280.5       |
| 28                        | 5        | Jan Matura               |                   |                   | 208.0             | 157.0             | 276.2       |
| 29                        | 18       | Bjørn Einar Romøren      |                   |                   | 199.5             | 158.5             | 271.2       |
| 30                        | 19       | Olli Muotka              |                   |                   | 200.0             | 136.5             | 227.1       |
| 31                        | 29       | Taku Takeuchi            |                   |                   | 171.5             | DNQ               | 148.2       |
| 32                        | 2        | Sebastian Colloredo      |                   |                   | 191.5             | DNQ               | 147.3       |
| 33                        | 24       | Piotr Żyła               |                   |                   | 168.0             | DNQ               | 133.8       |
| 34                        | 9        | Dmitri Vassiliev         |                   |                   | 186.0             | DNQ               | 130.4       |
| 35                        | 13       | Krzysztof Miętus         |                   |                   | 174.5             | DNQ               | 110.9       |
| 36                        | 6        | Mackenzie Boyd-Clowes    |                   |                   | 160.5             | DNQ               | 107.7       |
| 37                        | 7        | Kaarel Nurmsalu          |                   |                   | 142.5             | DNQ               | 92.6        |
| 38                        | 10       | Maciej Kot               |                   |                   | 159.5             | DNQ               | 90.1        |
| 39                        | 8        | Shohei Tochimoto         |                   |                   | 126.0             | DNQ               | 68.8        |
| 40                        | 4        | Anton Kalinitschenko     |                   |                   | 132.0             | DNQ               | 68.5        |

### Par équipes

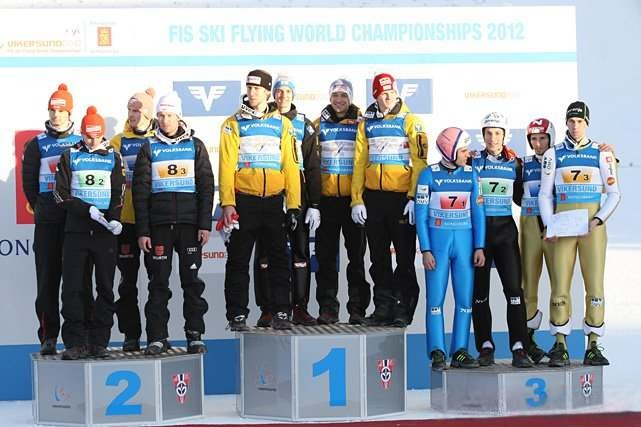
Podium de l'épreuve par équipes:
2 Allemagne, 1 Autriche, 3 Slovénie

26 février 2012,
| Position           | Équipe                                                                                           | Distance (mètres)       | Distance (mètres)       | Distance (mètres)       | Points |
| Position           | Équipe                                                                                           | Tour prélimaire         | 1er tour                | finale                  | Points |
| ------------------ | ------------------------------------------------------------------------------------------------ | ----------------------- | ----------------------- | ----------------------- | ------ |
| Médaille d'or      | Autriche 10-1 Thomas Morgenstern 10-2 Andreas Kofler 10-3 Gregor Schlierenzauer 10-4 Martin Koch | 207.5 233.0 192.0 214.0 | 224.5 212.5 217.0 217.5 | 225.5 210.5 190.5 218.0 | 1648.4 |
| Médaille d'argent  | Allemagne 8-1 Andreas Wank 8-2 Richard Freitag 8-3 Maximilian Mechler 8-4 Severin Freund         | 193.0 218.5 167.5 224.5 | 211.0 223.5 199.5 212.5 | 214.0 230.0 208.0 213.5 | 1625.2 |
| Médaille de bronze | Slovénie 7-1 Jernej Damjan 7-2 Jurij Tepeš 7-3 Jure Šinkovec 7-4 Robert Kranjec                  | 194.5 222.0 201.0 233.5 | 202.0 199.5 235.5       | 211.0 217.5 208.0 205.0 | 1580.4 |
| 4                  | Norvège 9-1 Bjørn Einar Romøren 9-2 Anders Fannemel 9-3 Rune Velta 9-4 Anders Bardal             | 187.5 204.0 199.0 202.0 | 196.0 206.5 229.0 194.5 | 172.5 199.0 243.0 211.0 | 1542.2 |
| 5                  | Japon 6-1 Yuta Watase 6-2 Shōhei Tochimoto 6-3 Taku Takeuchi 6-4 Daiki Ito                       | 161.5 186.5 194.0 236.5 | 212.0 173.0 200.5 240.0 | 197.0 181.0 182.5 215.5 | 1472.9 |
| 6                  | Tchéquie 5-1 Jakub Janda 5-2 Jan Matura 5-3 Roman Koudelka 5-4 Lukas Hlava                       | 198.0 170.5 165.5 197.0 | 208.0 168.0 224.5 201.0 | 202.0 192.5 226.5 164.5 | 1452.1 |
| 7                  | Pologne 4-1 Maciej Kot 4-2 Piotr Żyła 4-3 Krzysztof Miętus 4-4 Kamil Stoch                       | 162.5 213.5 122.0 179.5 | 174.0 223.0 190.5 208.0 | 178.5 232.5 202.0 196.5 | 1444.5 |
| 8                  | Finlande 2-1 Janne Happonen 2-2 Olli Muotka 2-3 Matti Hautamäki 2-4 Anssi Koivuranta             | 221.5 213.0 202.5 200.0 | 208.0 220.5 207.5 185.0 | 202.5 219.5 176.5 168.5 | 1421.7 |
| 9                  | Russie 3-1 Denis Kornilov 3-2 Dimitri Ipatov 3-3 Anton Kalinitschenko 3-4 Dmitri Vassiliev       | 215.5 143.5 139.0 197.5 | 207.0 DSQ 151.5 179.5   | DNQ                     | 459.0  |
| 10                 | Kazakhstan 1-1 Alexey Korolev 1-2 Alexey Pchelintsev 1-3 Evgeni Levkin 1-4 Radik Zhaparov        | 132.0 141.0 123.0 109.0 | 136.0 150.0 115.0 113.5 | DNQ                     | 342.9  |

Légende :
DNQ = n'est pas qualifié

## Tableau des médailles
| Rang  | Nation    | Or | Argent | Bronze | Total |
| ----- | --------- | -- | ------ | ------ | ----- |
| 1     | Autriche  | 1  | 0      | 1      | 2     |
| 1     | Slovénie  | 1  | 0      | 1      | 2     |
| 3     | Allemagne | 0  | 1      | 0      | 1     |
| 3     | Norvège   | 0  | 1      | 0      | 1     |
| Total | Total     | 2  | 2      | 2      | 6     |